# The Wilderness Trail
The Wilderness Trail is een Amerikaanse western uit 1919. De stomme film is verloren gegaan. Sommigen denken dat deze film is gebaseerd op het gelijknamige boek uit 1913, anderen zeggen dat het scenario speciaal voor de film was geschreven. Voor de buitenopnamen was van 3 tot 24 februari 1919 gefilmd in de omgeving van Flagstaff. De binnenopnamen waren in Los Angeles.

## Verhaal
Als Robert MacTavish wordt aangesteld als directeur van de Hudson's Bay Company, is zijn concurrent Angus Fitzpatrick (Frank Clark), die de baan ook wilde, furieus. Hij richt daarom zijn pijlen op MacTavish' zoon, Donald MacTavish (Tom Mix), die verliefd is op Fitzpatricks dochter Jeanne (Colleen Moore). Fitzpatrick beschuldigt Donald ervan de leider te zijn van een criminele organisatie die een flinke hoeveelheid bont heeft gestolen. In werkelijkheid is dit Sergius (Sid Jordan), die ook verliefd is op Jeanne en haar ontvoert. Donald gaat haar redden, en hoewel de dieven hem proberen tegen te houden, lukt hem dit wel. Donald en Jeanne gaan vervolgens terug naar haar vader, die in het geweld gewond is geraakt. Fitzpatrick begraaft de strijdbijl en de dieven worden gearresteerd.

## Rolverdeling
| Acteur         | Personage                 |
| -------------- | ------------------------- |
| Tom Mix        | Donald MacTavish          |
| Colleen Moore  | Jeanne Fitzpatrick        |
| Sid Jordan     | Sergius                   |
| Frank Clark    | Angus Fitzpatrick         |
| Lule Warrenton | Old Mary                  |
| Pat Chrisman   | Indiaan                   |
| Jack Nelson    | Halfbloed                 |
| Buck Jones     | (onvermeld in aftiteling) |